# Jan Akkerman (album)
Jan Akkerman is een instrumentaal muziekalbum van Jan Akkerman uit 1977. Het is de opvolger van Eli dat hij een jaar eerder uitbracht met de zanger Kaz Lux. In 1979 kwam Akkerman nogmaals met een gelijknamig album, Jan Akkerman 3 genaamd.
Naast Akkerman spelen op het album Joachim Kühn (toetsinstrumenten), Cees van der Laarse (basgitaar), Nippy Noya (percussie) en Bruno Castellucci (drums). Pierre van der Linden speelt drums op het nummer Floatin'. Op sommige nummers speelt een groep strijkers en houtblazers mee, gearrangeerd door Michael Gibbs.
Het album stond negen weken in de Nederlandse Album Top 100 met nummer 9 als hoogste notering.

## Nummers
| Nummer | Naam           | Duur  |
| ------ | -------------- | ----- |
| A1     | Crackers       | 3:50  |
| A2     | Angel watch    | 10:05 |
| A3     | Pavane         | 5:30  |
| B1     | Streetwalker   | 6:55  |
| B2     | Skydancer      | 5:05  |
| B3     | Floatin'       | 5:10  |
| B4     | Gate to Europe | 3:00  |